# Сорок сороков (движение)
Движе́ние «Со́рок сороко́в» (аббр. ДСС) — российское общественное движение, позиционирующее себя как объединение для православных верующих с активной гражданской позицией. Относится к православному фундаментализму. Создано 1 июня 2013 года Андреем Кормухиным (братом певицы Ольги Кормухиной) и спортсменом Владимиром Носовым.
По информации 2017 года включало 200 активных членов и около 10 тысяч сторонников.
Движение заявляет, что его важнейшей задачей является отстаивание строительства православных храмов; также среди заявленных целей — гуманитарная помощь жителям Донбасса, социальная работа с детскими домами, бездомными и заключёнными, организация спортивных турниров и участие в них.
Широкую известность движению принесли события в московском парке Торфянка и протесты против фильма «Матильда».
Деятельность «Сорока сороков» отмечена грамотами Правительства Москвы и Русской православной церкви, при этом его функционирование тесно связано с личностью патриарха Кирилла и сопровождается противоречивыми отзывами, включая резко отрицательные: критики утверждают, что члены движения применяют насилие по отношению к своим оппонентам.

## История
В 2012 году, после инцидента с Pussy Riot, ряд известных церковных деятелей, таких как Всеволод Чаплин, публично поддержали предложение создания православных дружин с целью охраны религиозных мест от лиц, осуществляющих кощунственные действия.
Движение «Сорок сороков» было создано (под названием «Молот») 1 июня 2013 года Андреем «Молотом» Кормухиным и его единоверцами-спортсменами в тот момент, когда они «столкнулись с противоборством строительству храмов в Москве». Как считает Кормухин, не всем «пришлась по душе» программа строительства православных храмов в Москве: «Когда стали нападать на строителей, натравливать на них собак, оскорблять батюшек, мы поняли, что нам пора сказать своё слово».
В частности, члены движения сопровождали Дары волхвов в Москве, Санкт-Петербурге, Волгограде и Киеве. Поездка в Киев состоялась в разгар Евромайдана с 24 по 30 января 2014 года, и в отличие от Москвы (где охрану святыни и паломников обеспечивали две тысячи полицейских), в Киеве власти выделили всего лишь 25 милиционеров. Поездка в Украину была проспонсирована бизнесменом Константином Малофеевым, поэтому, кроме активистов «Сорока сороков», в событии принял участие сотрудник охраны Малофеева Игорь Стрелков.
Следующая поездка в Украину, проведённая в мае 2014-го года (с целью участия в пророссийских протестах в Одессе) завершилась поджогом дома Профсоюзов.
Уже через год после создания, летом 2014 года, выяснилась «востребованность» молодой организации: в частности на движение обратил внимание патриарх Кирилл, с которым движение начало тесно сотрудничать (по словам Кормухина, Кирилл иногда называл участников движения «наши гвардейцы»).

## Идеология
Религиовед Р. Н. Лункин расценивает появление «Сорока сороков» как яркое событие в российской общественной жизни. По его словам, движение сочетает «защиту библейских ценностей с критикой либерализма и антизападной конспирологией». Помимо того, он отмечает, что оно стало, в отличие от некоторых других более мелких движений (таких как «Божья воля», «Союз православных граждан»), «реально действующей демократической общественной силой», «проявлением гражданского активизма, низовой демократии», и считает, что аналогичных «религиозных общественно-политических движений в России больше нет».
Лункин относит движение к православному фундаментализму. По его мнению, к социальному служению, политике, гражданским акциям движение подходит с позиций христианского фундаментализма — направления, ориентированного на защиту библейских ценностей и евангелизацию — миссию. Лункин отмечает, что подобный подход характерен для ряда католических движений в Польше, Италии, Франции и США. Как и другие фундаменталисты, «Сорок сороков» активно действует именно в социальной сфере, однако не рассматривает социальное служение как «панацею». Он отмечал и очевидную противоречивость мировоззрения лидеров движения (не замечаемую самим носителем) из-за потребностей соединить «черты православной веры и гордости за достижения коммунистической эпохи», необходимой для привлечения постсоветского поколения.
Марлен Ларюэль характеризовала движение «Сорок сороков» как антикоммунистическое, традиционалистское и не брезгующее неонацистской эстетикой, при этом полностью интегрированное в экосистему российского политического режима, чего оно достигло, прибегая к помощи своих покровителей и пользуясь поддержкой церкви. Кормухин выступает в роли посредника между маргинальными радикальными фундаменталистами и истеблишментом патриарха, при этом не опасаясь властей. Он принимал участие в ряде дискуссий о христианских ценностях в Государственной думе в 2017 году. Ларюэль также относит «Сорок сороков» к числу групп, которые являются видимой верхушкой растущей, но непризнанной тенденции, основанной на примере США, направленной на реализацию права граждан на самозащиту через милитаризацию и свободный оборот оружия. Движение привлекает в свои структуры молодёжь, которая потенциально заинтересована группами скинхедов или футбольными хулиганами, а также подталкивает своих православных сторонников к более активным действиям.
Название движения основано на старой русской поговорке о Москве как городе «сорока сороков» церквей, однако сокращённо звучит как СС, что, согласно Марлен Ларюэль, «вероятно, не является случайным совпадением». Ларюэль отмечает, что члены движения носят красные футболки с символом движения — размахивающий мечом русский богатырь с православными храмами на заднем плане и лозунгом «Битва за жизнь». Веб-сайт движения и его страницы в социальных сетях сочетают иконы и образы царской России с изображениями мускулистых и татуированных атлетов, некоторые из которых носят изображения свастики или символы, заимствованные у Ку-клукс-клана. Движение смогло привлечь футбольных фанатов, в том числе из клуба «Спартак»; в этом движению особенно помогли Василий Степанов (по прозвищу «Киллер») и неонацист Иван Катанаев.
Социолог Николай Митрохин охарактеризовал движение как сложившуюся экстремистскую группировку, отметив большое число людей с неонацистским прошлым в его руководящем составе. Он также сравнил ДСС с другим связанным с патриархом Кириллом неофашистским движением «Союз православных хоругвеносцев», не имевшим, однако, статуса «гвардейцев Патриарха».
Лидер движения Андрей Кормухин утверждает, что «православный не может быть националистом априори», «12 апостолов были евреями, Иисус родился в еврейской семье». Движение в лице Кормухина выступает за «жёсткие меры противодействия гей-пропаганде во всех её формах, а также против публичного использования символики ЛГБТ». Он же заявляет, что у движения «к господам с нетрадиционной ориентацией ненависти нет», однако «есть ненависть к их греху, к тому, что они пропагандируют». Комментируя конфликт вокруг фильма «Матильда», Кормухин говорил о неприемлемости насилия как способа разрешения разногласий, при этом сам он ранее характеризовал применяемую своим движением тактику термином «гибридная война».
Строительство православных храмов по «Программе 200» заявлено делом чрезвычайной важности: «Каждый храм защищает границы наших морально-нравственных ценностей…». Противодействие строительству храмов объявлено как часть скоординированной деятельности: «Православие всех раздражает, в войну с Православием вкладываются огромные деньги. Организованные группы ездят по всей Москве и противодействуют строительству храмов».

## Отстаивание храмового строительства
Участники движения устраивают на местах строительства храмов так называемые «молитвенные стояния». По словам Андрея Кормухина, защита строительства храмов осуществляется «мягкой силой». При таком подходе на конфликтную площадку строительства храма «выходят ребята-спортсмены, гордость России» — чемпионы мира по силовым видам спорта:

И это сильно. Ребята никого не агитируют, они приезжают не подраться, не вступить в конфликт, а помолиться.
Одна из акций состоялась в октябре 2013 года, участники движения пришли на молитвенное стояние на Ходынское поле, чтобы выразить поддержку восстановлению храма в честь преподобного Сергия Радонежского.
По состоянию на февраль 2015 года, движение помогло со строительством приходских храмов четырнадцати общинам Москвы.

### Противостояние на Торфянке
Особое освещение СМИ получило противостояние в московском парке Торфянка.
Предпринятая 18 июня 2015 года попытка начать строительство храма превратила парк в арену противостояния. Попытка начать (при наличии соответствующих документов) на участке площадью 0,2 гектара строительство православного храма, предпринятая 18 июня 2015 года, превратила парк в арену противостояния, причём непосредственной причиной протестов стало распространение информации о незаконном характере строительства. Разделивший местных жителей между двумя лагерями конфликт районного масштаба приобрёл общемосковский характер и привлёк личное внимание патриарха Кирилла, который 24 июня 2015 года обратился к вовлечённым сторонам с призывом «к отказу от конфронтации».
Представители движения приняли активное участие в этом противостоянии, выступив в поддержку строительства.

## Общественно-политические акции и заявления
5 июня 2015 года в Москве на Воробьёвых горах представители «Сорока сороков» и других общественных движений сорвали акцию противников установки памятника князю Владимиру.
14 августа 2015 года представители православной общественности (включая координатора «Сорока сороков» Андрея Кормухина) выступили с резолюцией, в которой предложили ввести уголовную ответственность за «пропаганду гомосексуализма и других половых извращений», призвали ввести административную или уголовную ответственность за публичное использование символики ЛГБТ, попросили поддержать противоабортные инициативы.
Документ также содержит призыв к правоохранительным органам «принять меры» к ряду представителей партий «Яблоко» и КПРФ, ЛГБТ-движений, леворадикальных группировок. По мнению авторов резолюции, деятельность этих лиц носит противоправный характер и «направлена на борьбу с Церковью и со строительством храмов».

### Протесты против фильма «Матильда»
На 1 августа 2017 года движение провело в ряде городов России массовые акции против выхода на экраны фильма «Матильда». Депутат Госдумы Наталья Поклонская поддержала акцию активной агитацией, однако московское «молитвенное стояние» против фильма на территории храма Воскресения Христова в Кадашах, собравшее около тысячи человек, прошло без её участия.
РИА Новости сообщает, что 18 сентября 2017 года, согласно собственным данным движения, организованные им акции протеста в форме пикетов, крестных ходов и молебнов собрали около тысячи человек в Москве, Санкт-Петербурге, Волгограде и других городах России.
По словам Андрея Кормухина в интервью радиостанции «Свобода», движение ставит своей целью добиться, «чтобы фильм прошёл как можно в меньшем количестве кинотеатров, чтобы провокацию <…> увидело как можно меньшее количество людей». Помимо того, он призвал затруднить или предотвратить появление в будущем аналогичных «провокаций» и добиться от государственных чиновников более тщательного рассмотрения финансирования подобных проектов. Он считает важным, «чтобы государство услышало православных христиан» и приняло их в расчёт как одну из категорий избирателей, интересы которых необходимо учитывать. При этом он осудил те методы (угрозы, поджоги), которые использовала организация «Христианское государство — Святая Русь».

### Противодействие «цветным революциям»
По итогам первого всероссийского слёта координаторов движения, который 27—28 июля 2019 года прошёл в Свято-Богородичном Казанском мужском монастыре Самарской области, Андрей Кормухин объявил, что «православные патриотические организации, объединившись, должны поставить заслон так называемым „цветным революциям“».

### Борьба против закона о «домашнем насилии»
Движение «Сорок сороков» и его региональные отделения вошли в число организаций, которые подписали опубликованное в октябре 2019 года открытое письмо В. В. Путину, направленное против закона о «домашнем насилии», а 23 ноября 2019 года оно провело в Сокольниках митинг против этого закона.
Андрей Кормухин, известный жёстким неприятием законопроекта, предлагает для профилактики насилия в семье ввести в штат полиции семейных психологов и увеличить число кризисных центров.

### Критика телеведущего Ивана Урганта
В январе 2020 года движение «Сорок сороков» подвергло резкой критике и призвало лишить российского гражданства актёра и телеведущего Ивана Урганта. Причиной послужили шутки, которые прозвучали на Рождество в программе «Вечерний Ургант», участники движения рассматривают их как глумление над Иисусом Христом и христианством. Движение призвало на уровне Конституции запретить двойное гражданство.
Ургант принёс свои извинения и сообщил, что создатели программы «не хотели никого обидеть»:

Это была не самая удачная попытка пошутить в самый неподходящий для этого день.

### Позиция во время пандемииCOVID-19
После распоряжений властей Москвы, Санкт-Петербурга и Московской области о закрытии храмов для посещения прихожанами (в связи с угрозой распространения COVID-19) движение 14 апреля 2020 года опубликовало петицию к президенту России Владимиру Путину и главам соответствующих регионов с требованием открыть православные храмы для верующих на Пасху. Петицию подписало более 40 тысяч человек за четыре дня. Храмы на Пасху открыты не были.
В марте 2021 года радиостанция Deutsche Welle сообщила, что движение через свои каналы в социальных сетях распространяет посты, содержащие конспирологические теории происхождения COVID-19 и дезинформацию о вакцинах. Согласно радиостанции, социальная сеть ВКонтакте при попытке зайти в группу «Сорок сороков» выводила предупреждение о том, что «материалы сообщества могут быть опасны для здоровья».
В июне 2021 года лидер движения Андрей Кормухин заявил, что движение критикует «не вакцинацию, а то, как она проводится», и заявил о том, что заставлять прививаться нельзя, поскольку «принудительная вакцинация запрещена Нюрнбергским кодексом 1947 года», а вакцина, по его словам, экспериментальная и не исследована до конца. Движение призывало отправить правительство России в отставку за якобы «придание вакцинации принудительного характера». Депутат Госдумы Мария Бутина в декабре 2021 года написала в Роскомнадзор и Генпрокуратуру запрос на проверку деятельности движения из-за их «ложных выводов» о вакцинации против COVID-19.

## Иные направления деятельности
По состоянию на 2015 год проекты движения включали в себя так называемые Сороченские встречи в Новоспасском монастыре (проводились еженедельно), гуманитарную помощь жителям Донбасса, помощь паломникам во время поклонения святыням православного мира, организацию спортивных турниров и участие в них. В том же году движение, изначально организованное как братство, создало Сестричество «Сорок сороков», которое вело социальную работу с детскими домами, бездомными и заключёнными. Кроме того, движением проводится ежемесячный молебен у поклонного Креста на Поклонной горе, собирающий несколько сотен мужчин всех возрастов.
Братский молебен у поклонного креста на Поклонной горе промыслительно появился в преддверии начала специальной военной операции на Донбассе. Именно туда помолиться мы приехали после первого большого автопробега в поддержку нашей армии и Верховного Главнокомандующего, организованного нами 6 марта 2022 года. Многие братья приходили на братский молебен, отправляясь на СВО, многие приходили, вернувшись на побывку. За эти годы в молебне приняли участие тысячи людей. Братские молебны проходят в 30 городах России и их количество растет. В Православии роль мужчины очень важна, как и важна роль братской, соборной молитвы. Мы рады, что эта благочестивая традиция возрождается

### Помощь паломникам
Молодёжный отдел Московской городской епархии выразил благодарность ряду общественных организаций, включая движение «Сорок сороков» за помощь, оказанную во время пребывания в Георгиевском храме-памятнике десницы (кисти правой руки) святого великомученика Георгия Победоносца, доставленной с Афона в Москву к семидесятилетию Победы над фашизмом. Также была отмечена помощь представителей движения во время пребывания в Москве части мощей святителя Николая.

### Культурные и спортивные мероприятия
По состоянию на 2019 год движение в восьмой раз провело крупный милитаризованный культурно-спортивный праздник «Православие и спорт», участниками которого в 2013—2014 годах стали, среди прочих, известные спортсмены-чемпионы по единоборствам и другим силовым видам спорта.
В честь семидесятилетия Победы движение организовало автопробег и флэшмоб.

### Спонсирование подконтрольных России республик на востоке Украины
В ноябре 2014 года Кормухин помогал Игорю Стрелкову с доставкой грузов (бинтов и разгрузок) для бойцов ДНР.
В декабре 2014 года отправлялись посылки на территории военных госпиталей ДНР; в январе 2015 — прихожанам церквей ДНР.
13 августа 2015 года Интерфакс сообщил, что движение «Сорок сороков» доставит на восток Украины, конкретно в Горловку, несколько тонн гуманитарного груза, который, согласно пресс-службе движения, будет состоять из продуктов питания, медикаментов, средств гигиены и православной литературы. Груз планировалось доставить через Донецк и Дебальцево.
Члены движения также принимали участие в боевых действиях. В частности, сепаратистов поддержал неонацист и бывший футбольный ультрас Иван Катанаев, воевавший в районе Дебальцева и Бахмута в 2015—2016 годах. После начала полномасштабного вторжения он занялся доставкой на оккупированные территории помощи для российской армии и сбором на неё средств.

### Борьба против «деструктивных течений и сект»
По утверждению координатора Андрея Кормухина, одна из целей возглавляемого им движения — «помочь людям вырваться из деструктивных течений и сект», в том числе из неоязычества. О важности профилактики неоязычества в спортивной и молодёжной среде, среди футбольных фанатов и в силовых ведомствах говорил и Владимир Носов.

## Критика

### Обвинения в экстремизме

#### Запрос Валерия Рашкина
В августе 2015 года со страниц «Парламентской газеты» первый заместитель председателя комитета Госдумы по делам национальностей Валерий Рашкин, представляющий фракцию КПРФ, обратился к руководству ФСБ с запросом. В нём он заявил об использовании движением аббревиатуры СС и тесных связях движения с радикальными экстремистскими группировками, включая футбольных фанатов; о радикальном характере самого́ движения и неонацистской идеологии многих его членов; о наличии многочисленных свидетельств граждан об угрозах физической расправы со стороны членов движения, а также наличии фото- и видеоматериалов, запечатлевших «насильственные действия физического характера в отношении активистов различных неполитических организаций».
Депутат, кроме того, высказал убеждение в том, что деятельность движения и его членов нарушает законодательство, подпадая под действие ряда статей Уголовного кодекса России, а также призвал к его ликвидации.
Через несколько дней в заочную полемику с Рашкиным со страниц той же газеты вступил координатор движения Андрей Кормухин, который, в частности, считает неубедительными обвинения в неонацизме, ссылаясь при этом на многонациональный характер движения.
Итоги и сам факт рассмотрения запроса депутата Рашкина освещения не получили.

#### Запрос Ирины Родниной и Оксаны Пушкиной (2017 год)
Одним из откликов на поджоги в Петербурге, Екатеринбурге и в Москве (события августа—сентября 2017 года, которые связывают с протестами против фильма «Матильда»), стал депутатский запрос в ФСБ и МВД России со стороны депутатов Государственной думы Ирины Родниной и Оксаны Пушкиной, они просили проверить на экстремизм организации «Христианское государство» и «Сорок сороков». Депутаты считают, что организация «Христианское государство — Святая Русь» в своих интервью и публикациях открыто угрожает не одним лишь рядовым гражданам России и несогласным деятелям искусства, но и руководителям государства.
О том, что движение «Сорок сороков» готово к проверкам и настроено на полное сотрудничество с силовыми структурами, его лидер Андрей Кормухин сообщил порталу Znak.com, подчеркнув, что движение неоднократно осуждало экстремистские акции в Москве, Санкт-Петербурге и Екатеринбурге.

#### Запрос Оксаны Пушкиной (2019 год)
В конце ноября 2019 года Оксана Пушкина, обратившись к министру внутренних дел Владимиру Колокольцеву, попросила его проверить на экстремизм высказывания активистов движения. Последние ответили обращениями в Следственный комитет, ФСБ, Генпрокуратуру и МВД, требуя возбудить уголовное дело против Пушкиной за клевету и ложный донос.

### Иные направления
Один из пунктов критики движения выдвигается противниками храмового строительства, которые утверждают, что храмов и так достаточно, ходят в них редко, и они пустуют. Подобные доводы уязвимы для встречной критики. Намерение движения вынести свою деятельность за пределы ограды храма также критикуют, оппоненты утверждают, что этот шаг противоречит светскому характеру государства, записанному в Конституции России.
Выражение «сорок сороков» понимается представителями движения как указание на то, что в дореволюционной Москве было примерно 40 × 40 = 1600 храмов. Однако такой взгляд неверен, по статистике начала XX века число московских храмов было меньшим, как отметил в своё время иеромонах Иов (Гумеров). Данный фразеологизм вообще не означает какое-то конкретное число.
Петицию движения с требованием открыть для прихожан на Пасху храмы, закрытые весной 2020 года из-за пандемии COVID-19, подверг критике ряд московских священнослужителей.

## Пояснения
1. ↑  В цитируемой публикации (Архивная копия от 25 августа 2015 на Wayback Machine) указаны:
  1. Статья 282 УК РФ — «Возбуждение ненависти либо вражды, а равно унижение человеческого достоинства».
  2. Статья 212 УК РФ — «Массовые беспорядки».

Статья 287, обозначенная в публикации как «Создание незаконного вооруженного формирования», указана ошибочно.
  1. Статья 287 УК РФ озаглавлена иначе — «Отказ в предоставлении информации Федеральному Собранию Российской Федерации или Счетной палате Российской Федерации».
  2. В УК РФ нет статьи с заголовком «Создание незаконного вооруженного формирования».
  3. В УК РФ имеется, однако, статья 208 — «Организация незаконного вооруженного формирования или участие в нём».

cм. «Уголовный кодекс Российской Федерации» от 13.06.1996 N 63-ФЗ (ред. от 13.07.2015, с изм. от 16.07.2015) (с изм. и доп., вступ. в силу с 25.07.2015) (Архивная копия от 23 августа 2015 на Wayback Machine)